# Режевское водохранилище
Режевское водохранилище (Режевской пруд) — водохранилище на реке Реж, в городе Реж Свердловской области России. Создано в 1773 году для Режевского завода как заводской пруд. Источник производственного, хозяйственно-бытового водоснабжения и рекреационный водоём.

## География
Плотина расположена на реке Реж в 149 км от устья. Тип водохранилища — русловое, сезонного регулирования.
Берега в низовьях пруда (восточной части) заняты жилыми и промышленными постройками, садовыми участками, в верховьях, на западе, покрыты сосновым и смешанным лесом. На берегах также имеются базы отдыха и детские лагеря. Справа в пруд впадают реки Быстрая и Талица.

## История
Пруд создан для обеспечения водой чугуноплавильного и железоделательного завода. Насыпь была укреплена в основании «ряжами» (срубами) из лиственницы, со стороны пруда она обкладывалась дёрном, а противоположный, «сухой» откос имел деревянную подпорную стенку. В теле плотины было два прореза: постоянно действующий (рабочий) и «вешняной» для спуска весеннего паводка. Со стороны пруда плотину на время ледохода защищали деревянные ледорезы. Из рабочего прореза вода стекала по дощатым желобам (так называемым «ларям»), и по боковым ответвлениям попадала на колёса молотов и кузнечных мехов. Эта деревянная плотина сохранялась почти двести лет, в конце 1950-х годов началась её капитальная реконструкция, и лишь в 1973 году новая железобетонная плотина начала функционировать.

## Морфометрия
Площадь водосбора 1425 км², площадь водной поверхности 4,20 км², нормальный подпорный уровень 165 м, объём 16,4 млн.м³, полезный объём 10,5 млн.м³, Максимальная высота плотины 10 метров, отметка гребня плотины 165,95 метра, длина 478 метров. В государственном водном реестре указан как «пруд без названия» с площадью 3,6 км².
По данным водохозяйственного паспорта длина водоёма 16,0 км, максимальная ширина 0,9 км, средняя 0,26 км, максимальная глубина 9,0 м, средняя 3,9 м, полная протяжённость береговой линии 36,0 км.
Термический режим водохранилища характеризуется понижением температуры воды с августа, переходом через 4 °C в октябре и через 0,2 °C в конце ноября. Распределение температуры в водной толще практически равномерно. В среднем ледостав на реке устанавливается в конце первой декады ноября, окончательное разрушение его происходит к концу второй декады апреля. После очищения ото льда температура выравнивается в течение 1-2 недель.

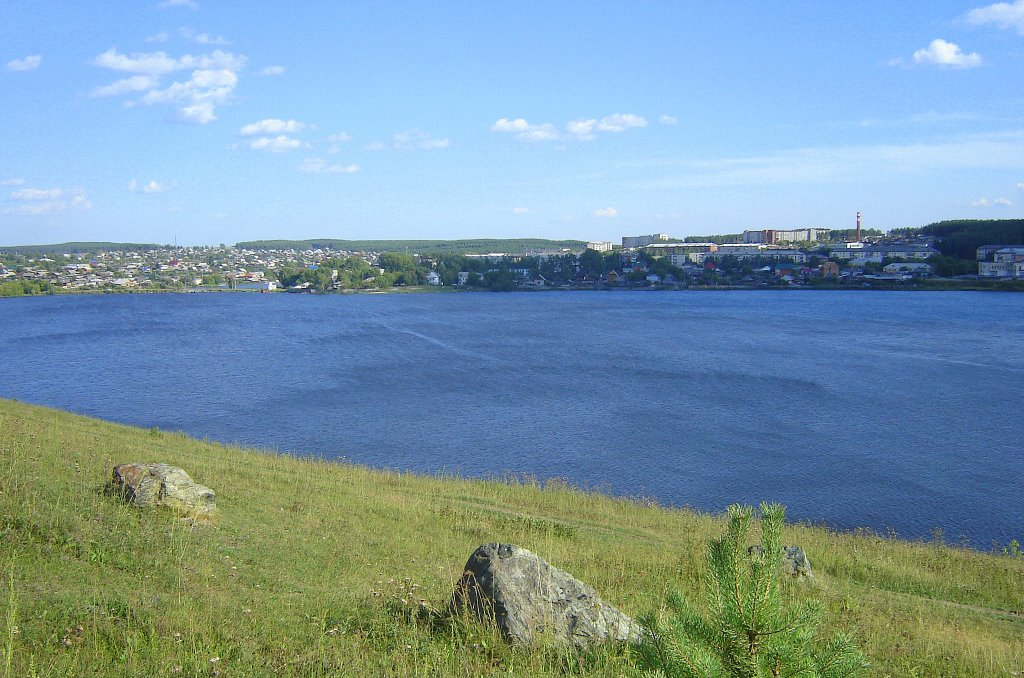
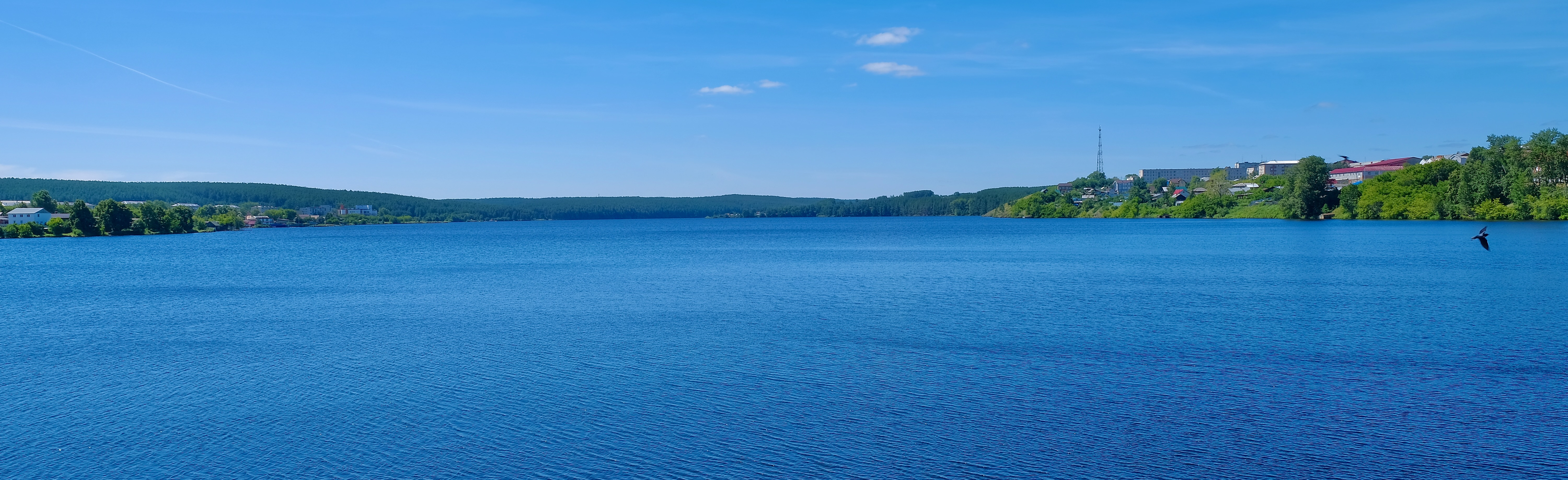
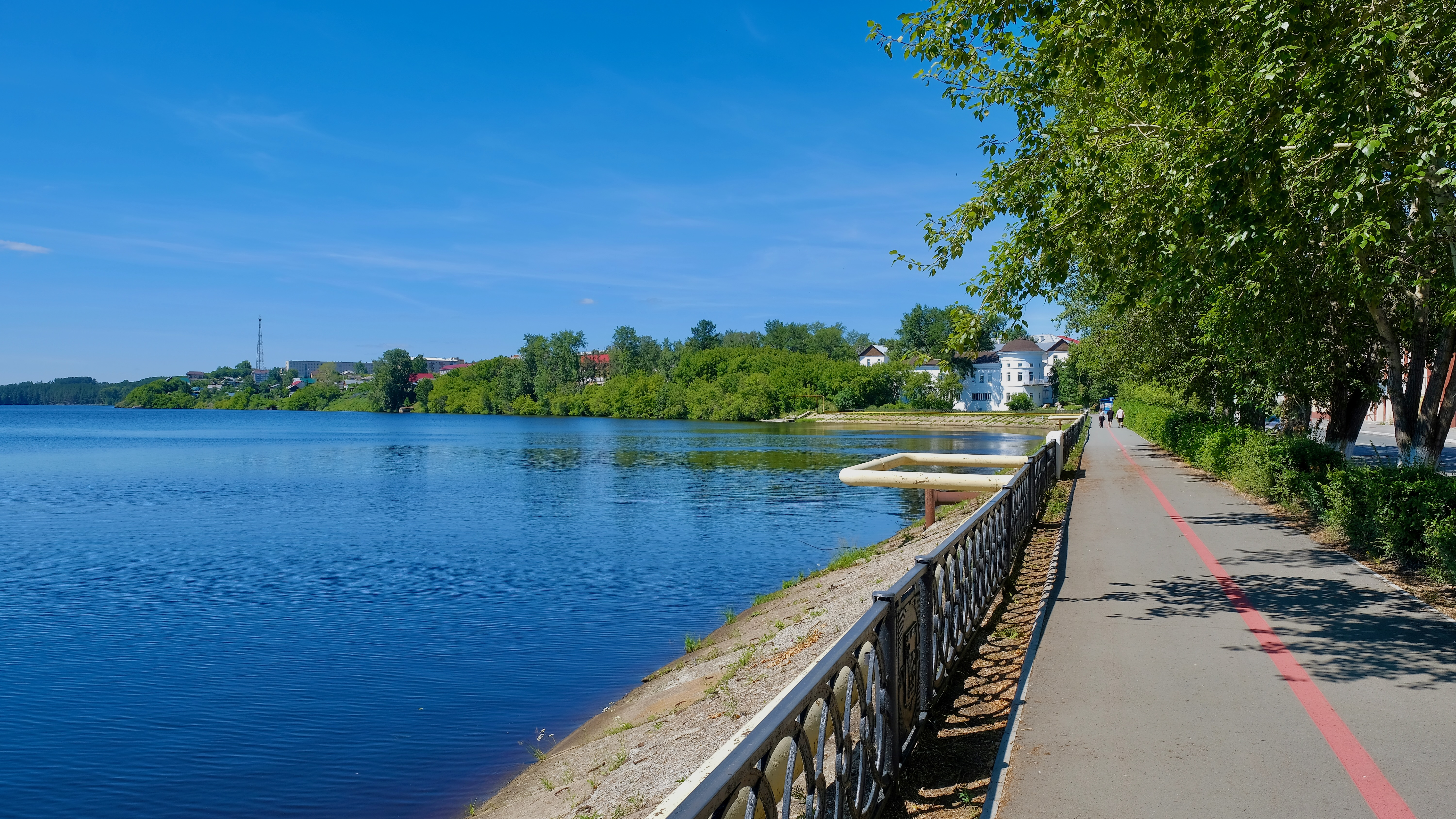
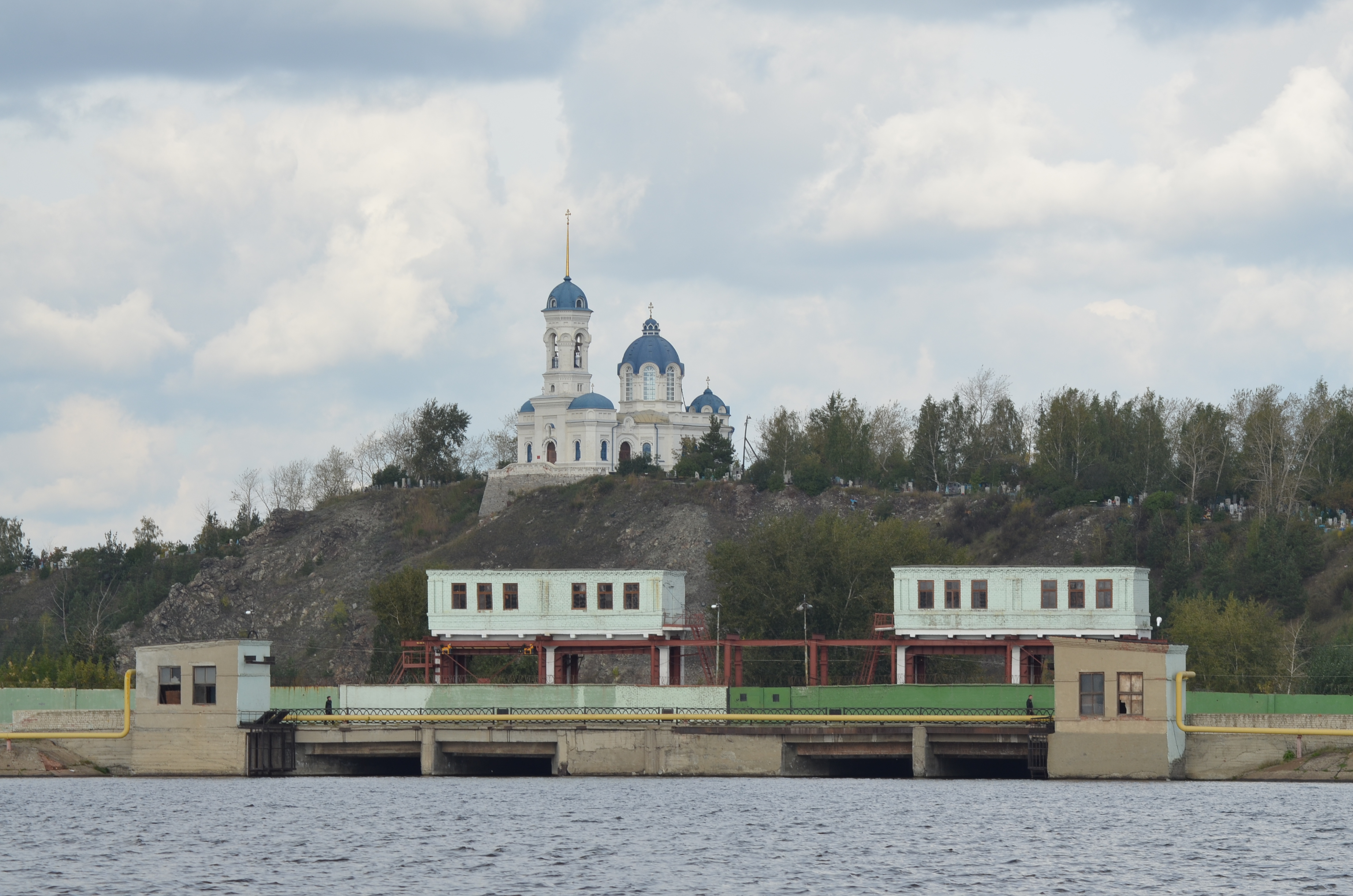
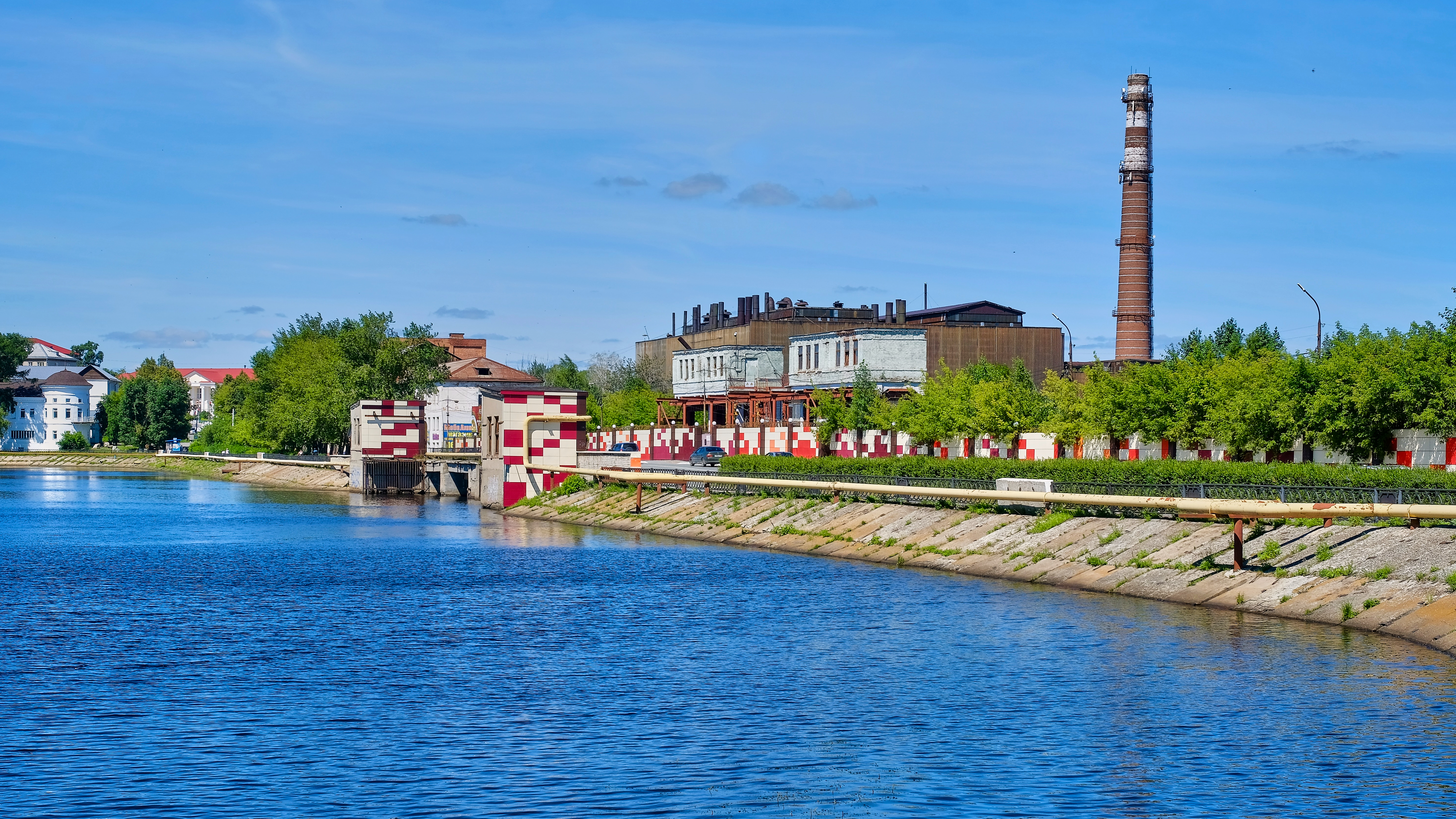

## Использование
Из пруда производится водозабор для городских нужд. Потребителями воды являются котельная, население и предприятия микрорайона «Быстринский». Насосно-фильтровальная станция проектной производительностью 40 тыс. м³ в сутки (1667 м³ в час), лимит водозабора 4330,0 млн. м³ год. Вода очищается на контактных осветлителях и перед подачей в распределительную сеть хлорируется.
Водоём используется также для отдыха населения. В конце XIX — начале XX веков здесь организовывались общегородские праздники, каждую зиму на льду водоёма рядом с Господским домом проводились конные скачки, для чего маркировалась круговая трасса. В советское время на пруду устраивали каток, проводили хоккейные и лыжные соревнования.

## Данные водного реестра
По данным государственного водного реестра России относится к Иртышскому бассейновому округу, водохозяйственный участок Реж (без реки Аять от истока до Аятского г/у) и Нейва (от Невьянского г/у) до их слияния, речной подбассейн реки — Тобол. Речной бассейн реки — Иртыш.
Код объекта в государственном водном реестре — 14010501821411200010947.